# Ucunomija
Ucunomija (宇都宮市; Ucunomija-ši) se nachází v severní části regionu Kantó a je hlavní město japonské prefektury Točigi. Je komerčním a průmyslovým centrem celé provincie. 1. ledna 2020 mělo město odhadem 519 223 obyvatel a hustotu osídlení  1 246 ob./km². Celková rozloha města je 312,16 km². Ucunomija je známá knedlíčky gjoza. V Ucunomiji se nachází více než dvě stě restaurací s těmito knedlíčky.

## Geografie
Ucunomija se nachází na severu nížiny Kantó. Zhruba 100 km severně od Tokia a 25 km jihovýchodně od historického města Nikkó.

## Historie

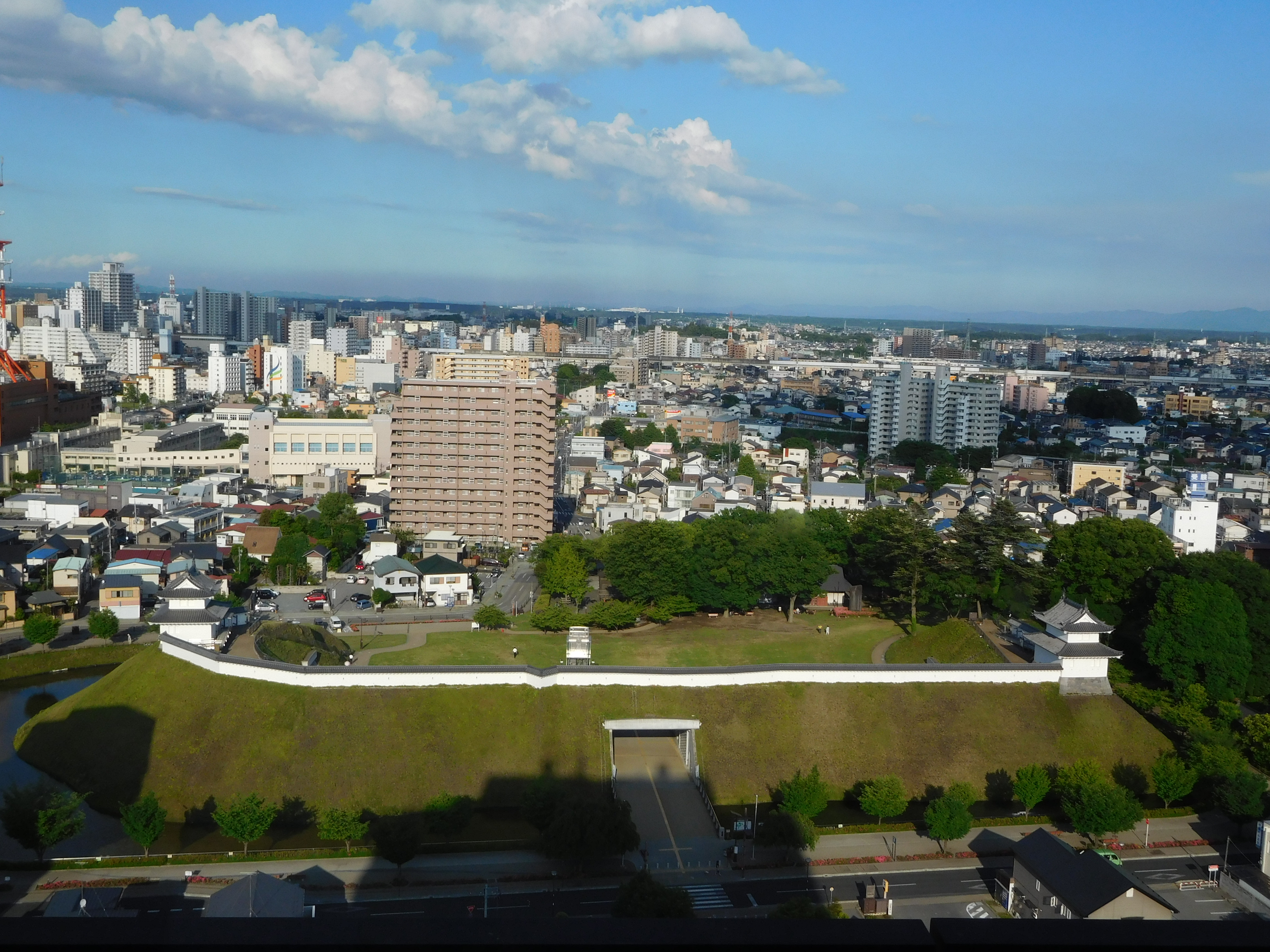
Pohled na Ucunomiju a hrad Ucunomija

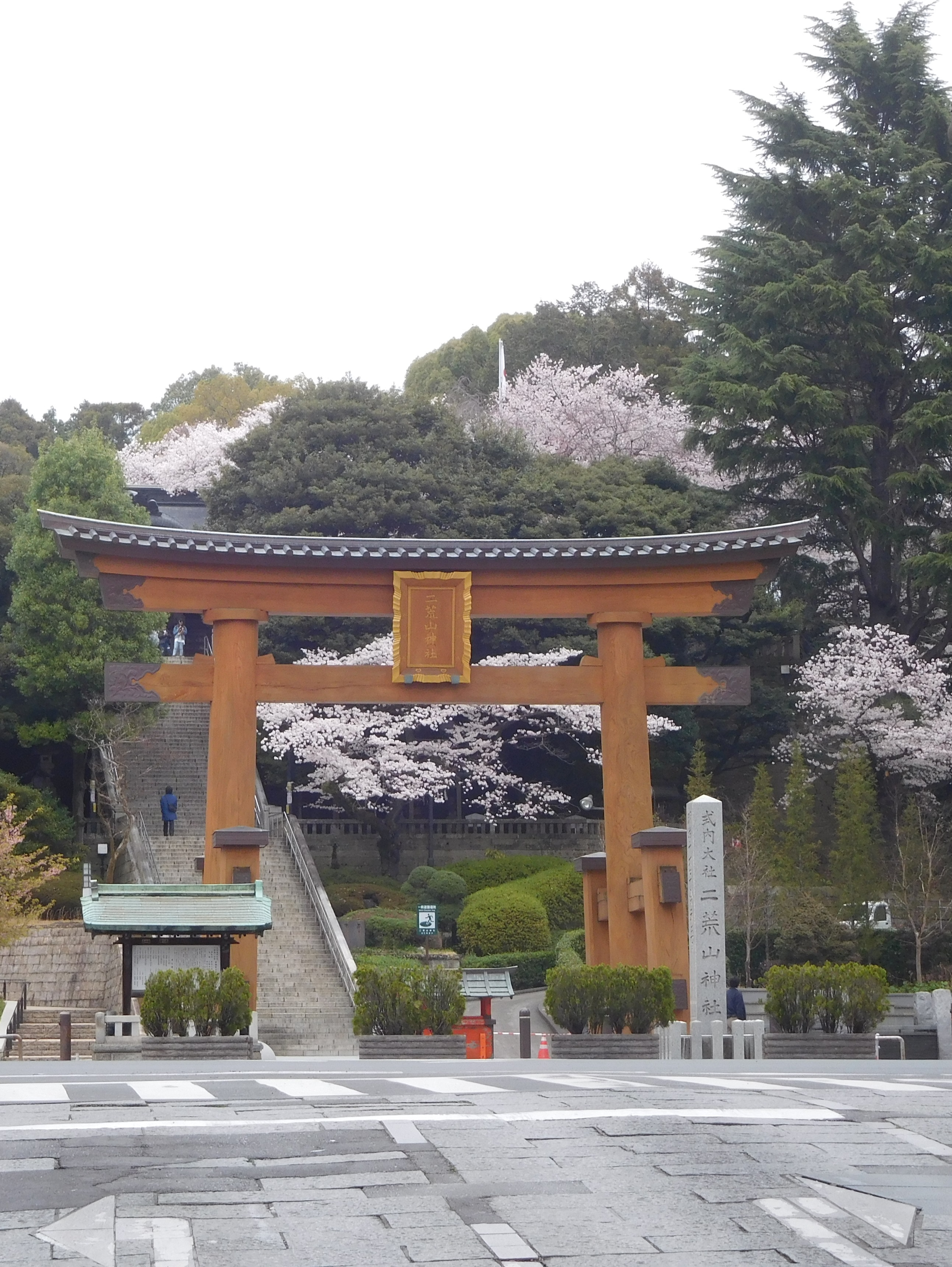
Brána do svatyně Futaarajama

Nálezy dokazují, že oblast města byl osídlena již v době japonského paleolitu. Město se tu vyvíjelo již ve středověku kolem šintoistické svatyně Ucunomija Futarajama. Ucunomija byla pod kontrolou klanu Ucunomija, jenž byl odnoží klanu Fudžiwara. Během období Sengoku bylo však toto město zničeno Tojotomi Hidejošim. Během období Edo oblast prosperovala díky své poloze na křižovatce obchodních cest Nikkó Kaidó a Ošú Kaidó. V období Bakumacu se tu během války Bošin odehrála bitva o hrad Ucunomija. V průběhu období Meidži se stala Ucunomija významnou posádkou japonské císařské armády. Město bylo oficiálně založeno při zřízení systému obcí 1. dubna 1889 a již na konci tohoto roku měla Ucunomija 30 698 obyvatel což znamená že byla třetím nejlidnatějším městem regionu Kantó hned po Tokiu a Jokohamě. 1. dubna 1896 byla Ucunomija povýšena na město a během druhé světové války byla 12. července 1945 vybombardována.

## Pamětihodnosti

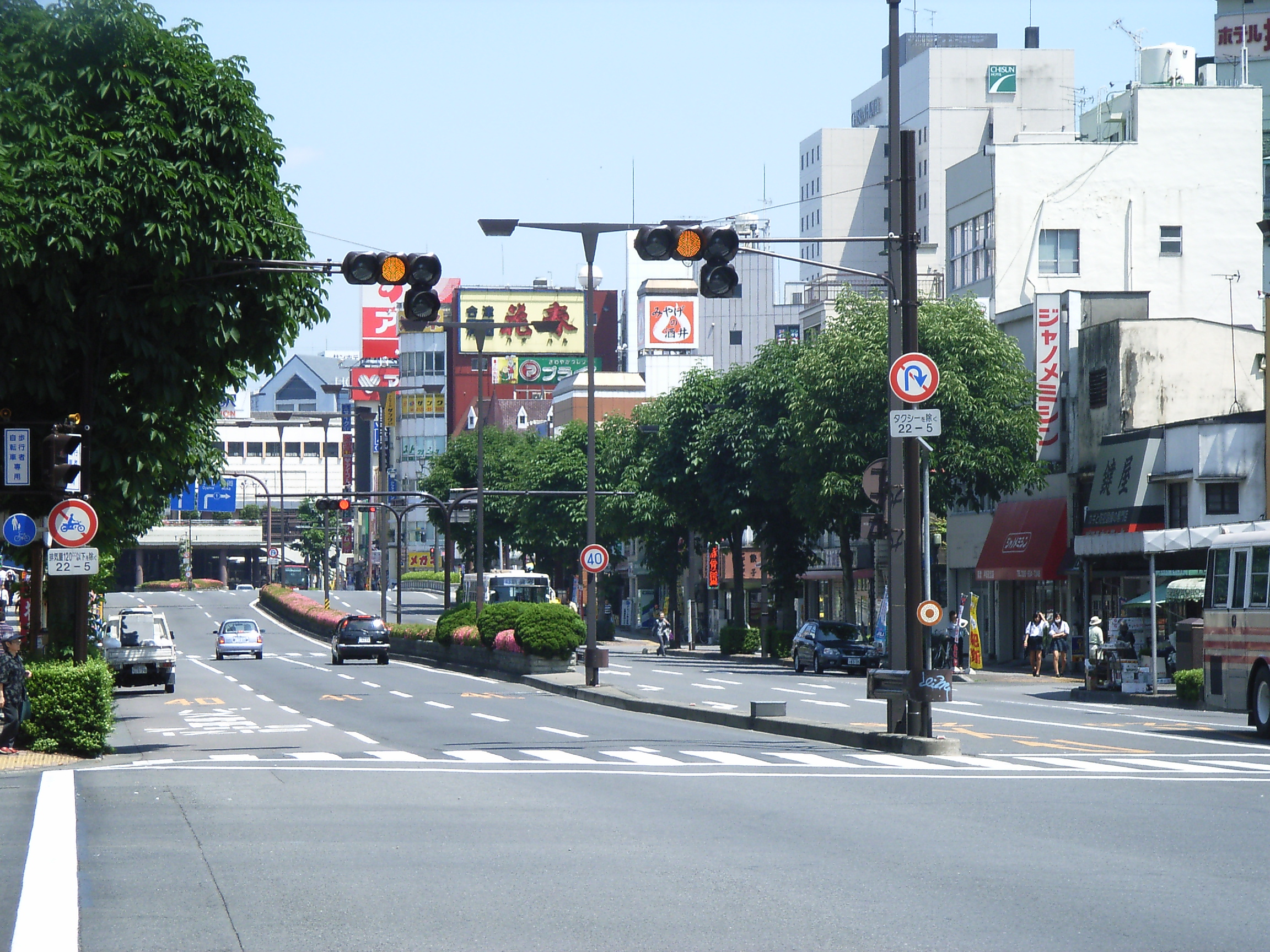
Hlavní ulice k nádraží

Ve městě Ucnomija se nachází zřícenina hradu Ucunomija, šintoistická svatyně Futaarajama, několik buddhistických chrámů jako jsou například Šoun-dži nebo Džiko-dži, zoo Ucunomija nebo také park Hačimanjama v němž stojí vyhlídková věž Ucunomija Tower.

## Knedlíčky gjoza

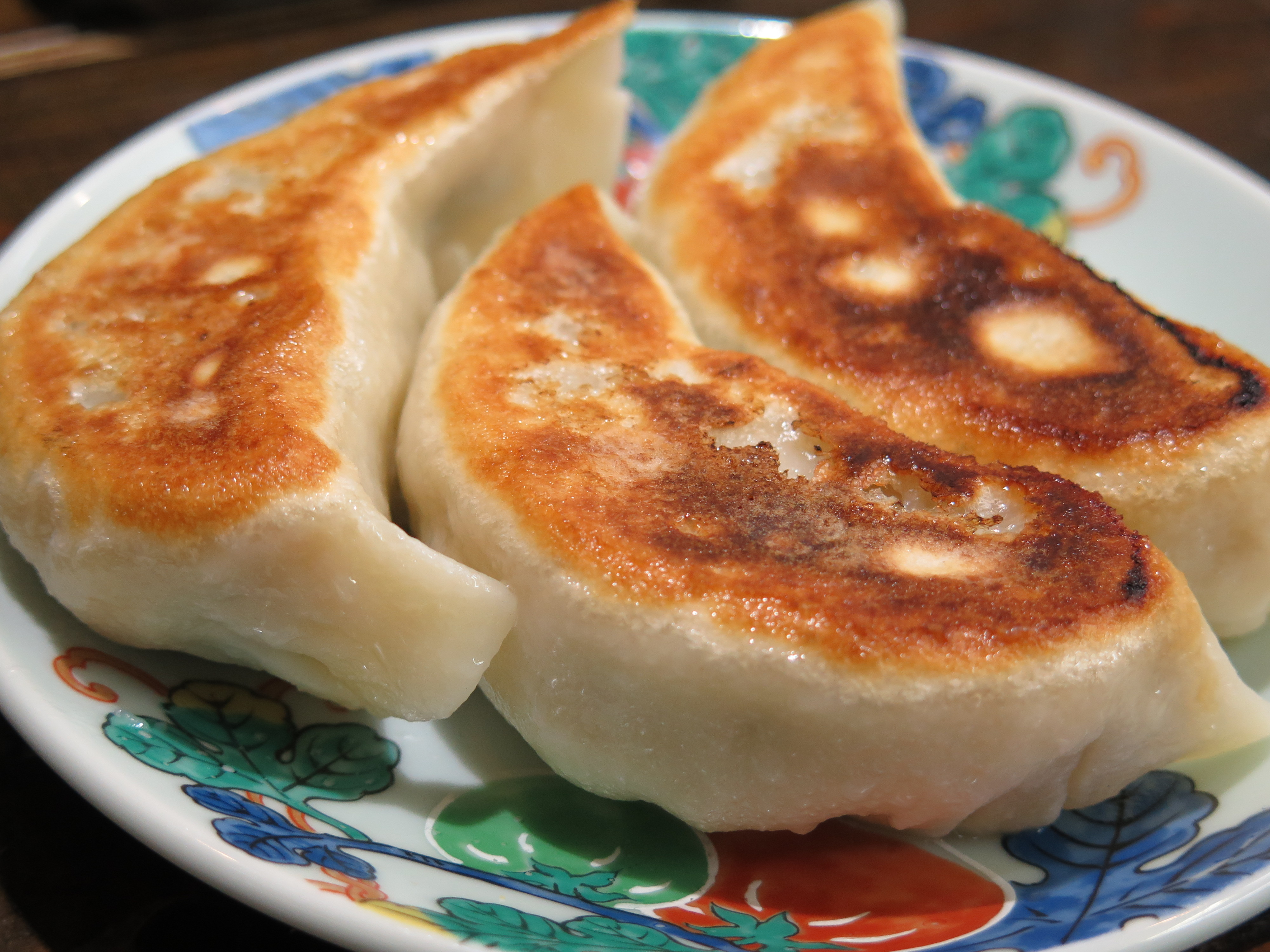
Gjoza

Po skončení druhé světové války přivezli japonští vojáci s sebou domů z Mandžuska do Ucunomiji recepty na knedlíčky gjoza pocházející z Číny. Brzy poté si začal vojáci otevírat restaurace s knedlíčky gjoza. Potom, co představitelé města Ucunomija začali v roce 1990 zadržovat popularitu gjoza, byla vytvořena asociace Ucunomija Gjoza. Vytvoření tohoto sdružení jen zvýšilo popularitu gjoza ve městě. Popularita gjozy přitahuje mnoho turistů a také přináší do města značné příjmy. Dnes je Ucunomija údajně nejvyšší spotřebitelské město gjoza v Japonsku. Před nádražím Ucunomija se tu také nachází 1,5 metru vysoká socha ve tvaru gyoza. V parku kolem zříceniny hradu Ucunomija se každoročně koná Ucunomijský festival knedlíků gjoza. Návštěvníci mohou ochutnat různé druhy gjóz podávané různými restauracemi vyrábějícími gjozu. Návštěvníci festivalu mohou také sledovat různé kapely a komiky v blízkosti areálu festivalu.

## Okolní města a obce

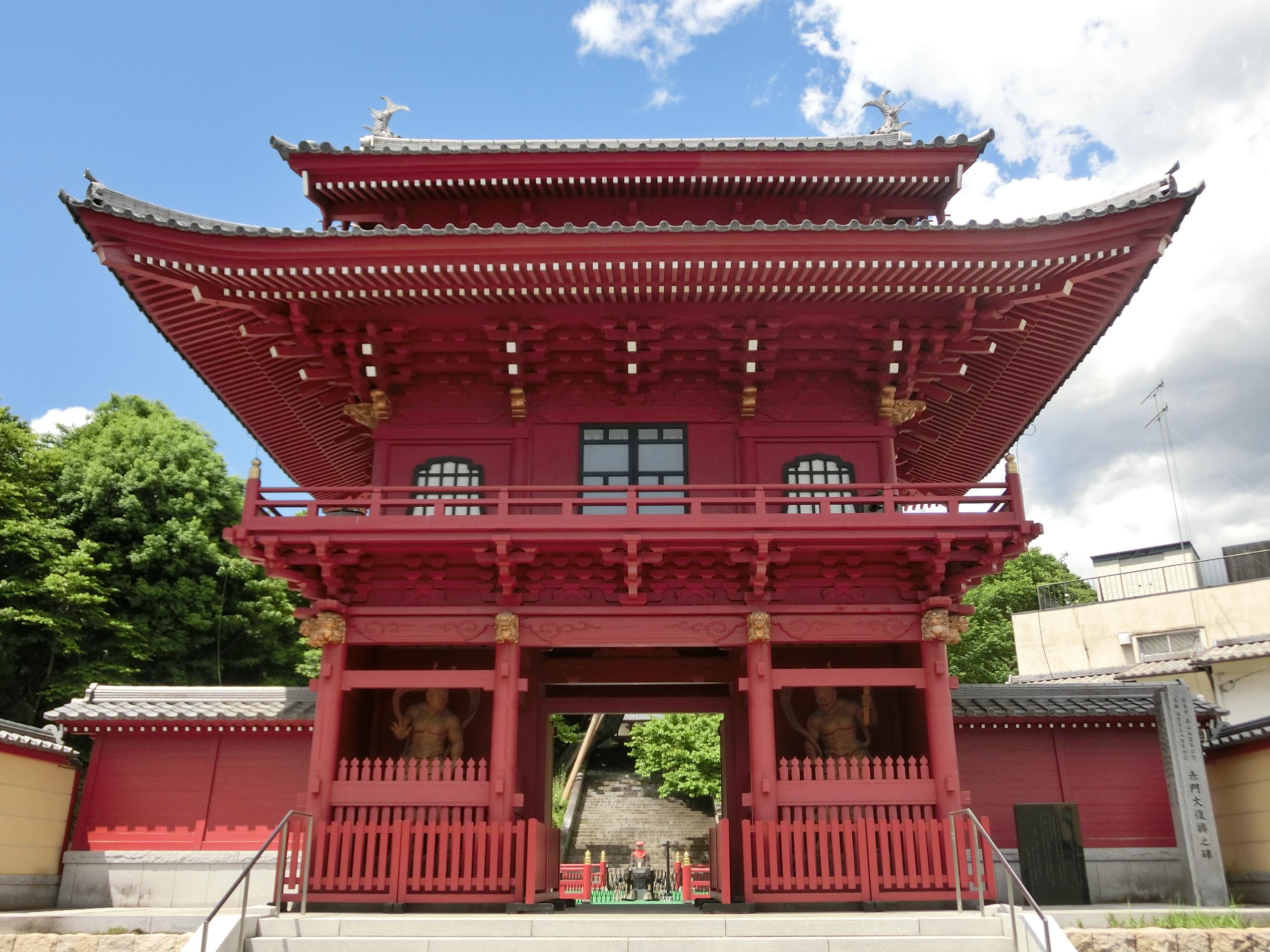
Džiko-dži

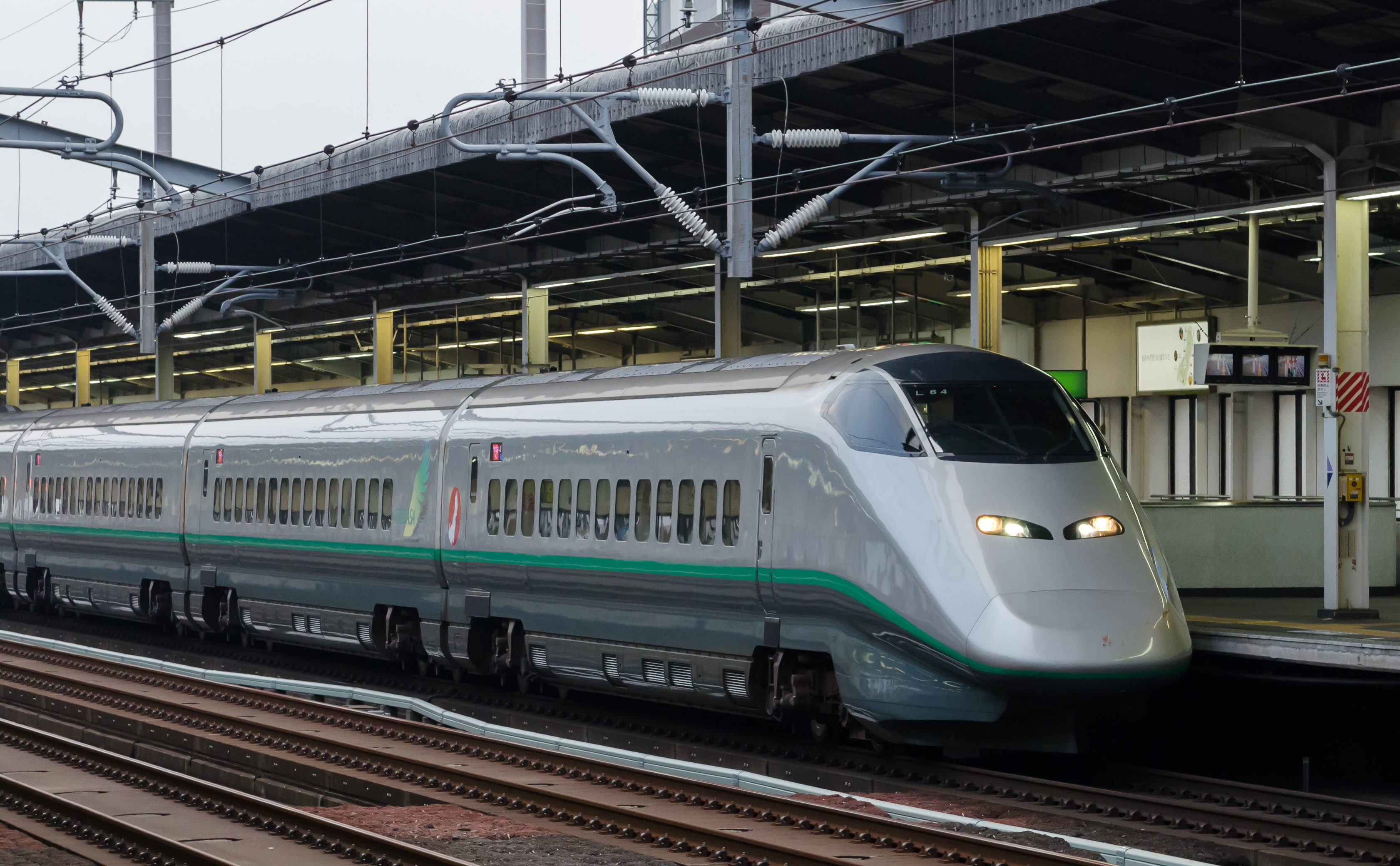
Šinkansen na nádraží Ucunomija

- Kanuma
- Kaminokawa
- MibuŠinkansen na nádraží Ucunomija
- Mooka
- Nikkó
- Sakura
- Šimocuke
- Šioja
- Takanezawa

## Doprava
V Ucunomiji najdeme několik nádraží a to:
- Ucunomija, kde staví linky společnosti JR East: linka Tóhoku, Karasujama, Nikkó a linka šinkansenu Tóhoku.
- Suzumenomija, kde staví linka Tóhoku společnosti JR East
- Okamoto, kde staví linka Tóhoku společnosti JR East
- Curuta, kde staví linka Nikkó společnosti JR East
- Karasujama, kde staví linka Karasujama společnosti JR East
- Niši-Kawada, kde staví linka Tóbu Ucunomija soukromé společnosti Tóbu
- Esodžima, kde staví linka Tóbu Ucunomija soukromé společnosti Tóbu
- Minami-Ucunomija, kde staví linka Tóbu Ucunomija soukromé společnosti Tóbu
- Tóbu Ucunomija, kde staví linka Tóbu Ucunomija soukromé společnosti Tóbu

## Rodáci
- Sadao Watanabe (*1933) - jazzový saxofonista a flétnista
- Ikuo Macumoto (* 1941) - bývalý fotbalista
- Susumu Janase (* 1950) - politik
- Hadžime Funada (* 1953) - politik
- Tošio Nobe (* 1957) - kreslíř mangy
- Masako Mori (* 1958) - zpěvačka
- Jukio Edano (* 1964) - politik
- Takako Tezukaová (* 1970) – fotbalistka
- Kanaka Itóová (* 1973) - zpěvačka
- Minori Čiharová (* 1980) - hlasová herečka a bývalá zpěvačka
- Nanae Kuronová (* 1980) - kreslířka mangy
- Kozue Andoová (* 1982) – fotbalistka
- Naoja Kondó (*1983) - fotbalista
- Aja Samešimaová (* 1987) – fotbalistka
- Naoki Jamamoto (* 1988) - závodní jezdec
- Tomoa Narasaki (* 1996) - mistr světa 2016 v boulderingu (první i první zlatá japonská medaile)

## Partnerská města
- Manukau, Nový Zéland
- Orléans, Francie
- Tulsa, Oklahoma, Spojené státy americké
- Čchi-čchi-cha-er, Čína